# Лан Сяньпин, Ларри
Ларри Сяньпин Лан (англ.  Larry Hsien Ping Lang; кит. 郎咸平, пиньинь Láng Xiánpíng, палл. Лан Сяньпин; родился 21 июня 1956) — китайский экономист, эмерит профессор финансов Китайского университета Гонконга.

## Биография
Лан Сяньпин родился 21 июня 1956 года в уезде Таоюань, Тайвань в семье генерала Военно-воздушных сил Китайской Республики, который в 1949 году перебрался на Тайвань после поражения гоминьдановцев в гражданской войне.
В 1978 году получил степень бакалавра искусств по экономике в Университете Тунхай, а в 1980 году степень магистра искусств получил в Национальном университете Тайваня. Лан отправился в США и в 1985 году был удостоен степени магистра искусств по финансам, а в 1986 году был удостоен степени доктора философии по финансам в Уортонская школа бизнеса при Пенсильванском университете.
Преподавательскую деятельность начал в качестве преподавателя по финансам в Уортонской школе бизнеса в 1987 году. Был ассистентом профессора по финансам в Высшей школе бизнеса Университета штата Мичиган в 1987—1988 годах, приглашённым ассистентом профессора по финансам в Бизнес-школе Университете штата Огайо в 1988—1989 годах. Затем был ассистентом профессора по финансам в 1989—1993 годах, ассоциированным профессором по финансам в 1993—1994 годах в Школе бизнеса Штерна Нью-Йоркского университета. Вернувшись из США, был назначен профессором по финансам на факультете делового администрирования в 1994—1997 годах, затем в 1997—2013 годах заведующий кафедры по финансам Китайском университете Гонконга. В 2013 году вышел в отставку, став эмерит профессором по финансам Бизнес-школы Китайского университета Гонконга.
Лан был приглашённым профессором по финансам Высшей школы бизнеса Чикагского университета в 1998—1999 годах, консультантом корпоративного управления во Всемирном банке в 1998—2000 годах, президентом Ассоциации финансовых экономистов в 1999—2000 годах, редактором журналов «Research in International Business and Finance» в 1992—1995 годах и «European Financial Management» в 1998—2004 годах, помощником редактора «Pacific-Basin Finance Journal» в 1994—2004 годах и Journal of Financial Studies в 1996—2003 годах, «International Review of Finance» в 2000—2005 годах.

## Вклад в науку
Ларри Сяньпин Лан в своих статьях резко критикует экономическую политику китайского правительства, указывает на проблему «внутренних» потребительских цен, на проблему завышения ряда показателей китайскими чиновниками, избыточности производственной мощности в КНР.

## Достижения
- 2011 — занял 9 место среди самых богатых писателей Китая по версии China.org.cn[5].